# 2008年夏季奥林匹克运动会中国篮球队

## 男子
中國隊以東道主身份晉身決賽周。上屆奧運，男籃於八強賽不敌立陶宛出局。
本屆球員名單為：刘炜、孙悦、王仕鹏、朱芳雨、杜锋、易建联、李楠、王治郅、姚明、王磊、陈江华、张庆鹏。
| 男子预赛B组/第12场 （时间:8月10日22:15，地点:五棵松体育馆） | 美国 | 101:70 | 中国 |

| 男子预赛/B组/第22场 （时间:8月12日16:45，地点:五棵松体育馆） | 中国 | 75:85 (加時) | 西班牙 |

| 男子预赛/B组/第33场 （时间:8月14日14:30，地点:五棵松体育馆） | 阿哥拉 | 68:85 | 中国 |

| 男子预赛/B组/第47场 （时间:8月16日20:00，地点:五棵松体育馆） | 中国 | 59:55 | 德国 |

| 男子预赛/B组/第57场 （时间:8月18日14:30，地点:五棵松体育馆） | 希腊 | 91:77 | 中国 |

## 女子
女子隊也因主辦國身份出線。上屆奧運，中國以第9名完成賽事。
女子隊名單為：宋晓云、卞兰、苗立杰、张晓妮、陈楠、刘丹、张晗兰、张伟、陈晓丽、隋菲菲、邵婷婷、张瑜。
| 女子预赛/B组/第03场 （时间:8月9日14:30，地点:五棵松体育馆） | 西班牙 | 64:67 | 中国 |

| 女子预赛/B组/第17场 （时间:8月11日20:00，地点:五棵松体育馆） | 中国 | 63:108 | 美国 |

| 女子预赛/B组/第28场 （时间:8月13日16:45，地点:五棵松体育馆） | 新西兰 | 63:80 | 中国 |

| 女子预赛/B组/第40场 （时间:8月15日16:45，地点:五棵松体育馆） | 中国 | 69:48 | 马里 |

| 女子预赛/B组/第53场 （时间:8月17日20:00，地点:五棵松体育馆） | 捷克 | 63:79 | 中国 |